# Donoszenie
Donoszenie – pierwszy etap zasilania broni wykonywany przez donośnik. Polega na transporcie kolejnych naboi do położenia w którym zaczyna się podawanie, a w przypadku prostych układów zasilania na linię dosyłania. W przypadku broni zasilanych z magazynka pudełkowego donośnik jest częścią magazynka i jest napędzany wstępnie napiętą sprężyną. W przypadku magazynów amunicyjnych bębnowych i talerzowych donoszenie odbywa się poprzez obrót magazynu. Przy zasilaniu taśmowym donoszenie jest realizowane przez łapki przesuwaka taśmy.